# Darazac
Darazac – miejscowość i gmina we Francji, w regionie Nowa Akwitania, w departamencie Corrèze.
Według danych na rok 1990 gminę zamieszkiwało 149 osób, a gęstość zaludnienia wynosiła 10 osób/km² (wśród 747 gmin Limousin Darazac plasuje się na 473. miejscu pod względem liczby ludności, natomiast pod względem powierzchni na miejscu 447.).

## Populacja

Populacja Darazac w latach 1962–2008